# Fábián Barna
Fábián Barna (Debrecen, 1967. március 12. –) riporter, műsorvezető.

## Életrajza
Szülei: Fábián Andor és Mohácsi Ágnes. Szülővárosában Bocskai István Általános Iskolában (1973–1981) illetve a Tóth Árpád Gimnáziumban (1981–1985) tanult.  
12 éves korától (1979), a DMVSC (Debreceni Munkás Vasutas SC) műugrója volt, egészen a szakosztály megszűnéséig. A legjobb eredménye országos második helyezés. Egyetemi évei alatt a debreceni Csokonai Színház statisztája.  
A debreceni Agrártudományi Egyetemen végzett növényvédelmi szakmérnökként (1985–1992), majd mezőgazdasági szaktanácsadó képesítést kapott ugyanott. Ezt követően a Szegedi Tudományegyetem Állam- és Jogtudományi karán szerzett diplomát. 1992–1994 között magángazdálkodóként dolgozott a Békés megyei Hunyán. 
1993-tól dolgozik a médiában. Először a Magyar Televízió szegedi körzeti stúdiójában volt gyakornok és riporter, majd a Híradó dél-alföldi tudósítója lett. Közben a naponta megjelenő mezőgazdasági híradó, az Agrárvilág felelős szerkesztője, majd a Földközelben című agrármagazin felelős szerkesztésével bízták meg. 2000-től két és fél évig a Ma Reggel műsorvezetője, majd ismét a szegedi stúdióban dolgozott a Híradó rovatvezetőjeként. 2011-től az Este riportere, majd ismét a Ma Reggel műsorvezetője 2012 áprilisától, 2013 augusztusától, a műsor egyik szerkesztője is. Két évvel később lett az M1 aktuális csatorna reggeli háttérműsorának egyik műsorvezetője.
Angolul folyékonyan beszél. Nőtlen, ikertestvére ügyvéd.